# María Pilar Fernández Otero
María Pilar Fernández Otero (Bandeira, Pontevedra, 1937) es catedrática emérita de Fisiología, e investigadora.

## Biografía
Realizó la licenciatura en Farmacia por la Universidad de Santiago. En 1961, gracias a una beca del CSIC, comenzó a investigar en el campo de la biológica, y tras conseguir el doctorado en 1963 por la misma Universidad, realizó dos estancias posdoctorales de investigación en el Reino Unido 
En la Universidad de Oxford, realizó diversas investigaciones sobre la permeabilidad de membranas biológicas, con el profesor H. Parsons; y en el Departamento de Biología de la Universidad de Sheffield, con H. Smiyth.
En 1970 ganó la cátedra de «Fisiología animal» de la Facultad de Farmacia en la Universidad de Santiago.
En 1985, se incorporó a la Universidad de Navarra, donde ejerció la docencia como especialista en Fisiología. En esta universidad fue decana de la Facultad de Farmacia (1986-1994) y vicerrectora de investigación (1993-2005).

## Líneas de investigación
Sus líneas de investigación se concretan en la absorción de azúcares y aminoácidos: permeabilidad pasiva y procesos de transporte; interacciones fármaco-nutrientes; pesticidas; y nutrición y obesidad: genética y biología molecular.

## Asociaciones a las que pertenece[4]
- Real Academia Gallega de Ciencias (1978)[5]
- Real Academia de Farmacia (1990)
- Academia de Farmacia de Galicia (2007)[6]
- Sociedad Española de Ciencias Fisiológicas
- Sociedad Española de Nutrición
- Sociedad Europea de Fisiología y Bioquímica Comparada
- Sociedad Farmacéutica del Mediterráneo Latino
- Sociedad Española de Bromatología
- Federación Internacional de Farmacia
- European Intestinal Transport Group

## Premios y reconocimientos
- Premio Doctor Graiño (Real Academia de Farmacia)[1]
- Medalla de Oro (Universidad de Navarra, 2008)[3]